# Niklas Rosström
Per Niklas Rosström, född 23 december 1965 i Ekenäs, är en finlandssvensk nöjesproducent, låtskrivare, manusförfattare, regissör och artist. Han har jobbat med flera artister i hela Norden, producerat festivaler, konserter, galor och TV-shower sedan 1996.
Rosström var även en av producenterna för den finska ungdomsmusikalen HYPE. Under 2009 arbetade han med ungdomskonceptet PlayMe – The Musical Game. Projektet har utmynnat i en slutsåld musikal på Svenska Teatern i Helsingfors. PlayMe spelades också i Tyskland 2012 och i Kina 2013–2014. Han är också en av frontfigurerna i Pappas Eget Band och har medverkat som artist, låtskrivare och musiker på ett hundratal skivor.
Rosströms senaste musikal på svenska; Fighting Star som han skrev tillsammans med Sharon Vaughn och Douglas Carr spelades i Vasa 2013–2014.
År 2017 arrangerade Rosström Finlands 100-årsjubileum i Stockholm samtidigt som hans första musikal på finska "Äidinmaa" hade premiär på Esbo Stadsteater. Rosström har också ett eget skrivbolag som hösten 2015 skrev ett exklusivt avtal med tyska Scoutink med syfte att lansera artisten Jannike i Tyskland, Österrike och Schweiz. Under 2016 var Rosström också engagerad med musikserien "Nästan Unplugged" för Yle Fem samt olika konserter för Lastenklinikoiden kummit ry. som han arbetat för sedan 1998. Mellan åren 1986 och 2019 har Rosström har arrangerat konserter och evenemang som tillsammans haft över en miljon besökare. Niklas Rosström är också känd för låten "Vår tid-vårt land" och många Luciasånger som han skrivit tillsammans med sambon Jannike Sandström. Låten "I vinternattens tid" har sjungits av många körer och solister både i Finland och Sverige. Niklas Rosström gav våren 2021 ut en låt i eget namn efter en paus på 34 år. Låten heter Östra Strandgatan och beskriver en ung mans längtan efter större saker i livet.
Niklas Rosström var med och arrangerade Eurovision Song Contest i Helsingfors 2007 och har även skrivit låtar för de lokala uttagningarna i Finland och Norge. Som ett av de stora projekten kan även nämnas Leidit Lavalla år 2000 och Elämä Lapselle evenemangen på Olympiastadion och i Hartwall Arenan i Helsingfors.
Rosström var Vegas sommarpratare år 2014 och arbetar just nu som TV-producent och regissör för programmen "Hype Forever", "Hemmalive" och "En dag i våra liv". Sommaren 2021 startade "Succékväll med Janne Grönroos" - en ny Talk Show för Yle Fem / Teema och Yle TV1som Rosströms bolag Perfect Monday Media producerade.
Rosström är manager och partner till artisten Jannike Sandström.